# Стемпіцький Андрій Любомирович
Стемпі́цький Андрі́й Любоми́рович (*  4 грудня 1974, Борислав) — український громадсько-політичний діяч, Головний командир ВО «Тризуб» ім. С. Бандери (2012-2017 рр.), член Проводу «Правого сектору», Командир Добровольчого українського корпусу «Правий сектор».

## Життєпис
Народився 4 грудня 1974 року у місті Борислав Львівської області. Українець, християнин. 1989 року включився у національно-визвольну боротьбу. Брав участь у різноманітних акціях національного відродження на Івано-Франківщині.
З 1992 року навчався в Харківському вищому військовому авіаційному училищі льотчиків ім. С. І. Грицевця, фах — льотчик-штурман. Брав активну участь у націоналістичному русі на Слобожанщині, був членом Спілки української молоді «Харківщина».
З 1995 року — член ВО «Тризуб» ім. С. Бандери.
У 1996 — 2001 роках знаходився в місцях позбавлення волі за участь в акції по силовому взятті під контроль військового аеродрому та нейтралізації охорони.
З 2007 року — заступник організаційно-кадрового референта ВО «Тризуб»; з 2009 року — командир оперативної округи «Захід»; з жовтня 2010 року — виконувач обов'язків Головного командира. Провів десятки пропагандивних, національно-захисних і вишкільних акцій.
На початку січня 2011 року був заарештований в ході широкомасштабного затримання керівництва «Тризуба», яке звинуватили в організації підриву пам'ятника Сталіну у Запоріжжі 31 грудня 2010 року. Утримувався в Рогатинському ізоляторі тимчасового тримання (ІТТ). Отримав 4 місяці арешту за незаконне володіння зброєю, які відбув у Івано-Франківському СІЗО. 13 квітня Жовтневий районний суд Запоріжжя звільнив заарештованих на поруки народних депутатів України.
14 жовтня 2012 року на VII Великому Зборі ВО «Тризуб» одноголосно обраний Головним командиром.
З листопада 2013 року брав активну участь у створенні «Правого сектору», керівник його силового блоку.
З липня 2014 року наказом Провідника військово-політичного руху «Правий сектор» Дмитра Яроша призначений командиром Добровольчого українського корпусу (ДУК).
На позачергових виборах народних депутатів України 2014 року балотувався під № 4 за списком політичної партії «Правий сектор».
17 серпня 2015 року подав заяву про вихід з партії «Правий сектор»:
З кінця вересня 2015 року здійснював загальну координацію всіх підрозділів «Правого сектору» та Добровольчого українського корпусу під час проведення акції «Громадянська блокада Криму» — товарної блокади адміністративного кордону з тимчасово окупованою Автономною Республікою Крим, яка розпочалася за ініціативи Меджлісу кримськотатарського народу. Під час «Блокади» висловлювався за необхідність блокування залізниці після блокування автошляхів, а також за перекриття постачання електроенергії та води до окупованої території Криму.
8 листопада 2015 року в Києві відбулась Конференція командирів та керівників всіх структурних підрозділів Національно-визвольного руху «Правий сектор», на якій одноголосно обраний членом Проводу НВР «Правий сектор».
Повноваження Андрія Стемпіцького, як члена Проводу НВР «Правий сектор», були підтверджені на ІІ Конференції. Повторно обраним до складу Проводу Андрій Стемпіцький був 27 квітня 2018 року на V Конференції НВР «Правий сектор». 09 серпня 2020 року на VII Конференції НВР «Правий сектор» Андрій Стемпіцький знову обраний членом Проводу Національно-Визвольного Руху «Правий сектор». 29 червня 2016 року Андрій Любомирович за власним бажанням склав повноваження Головного командира ВО «Тризуб» імені С.Бандери.
15 червня 2017 року на VIII Великому Зборі ВО «Тризуб» імені С. Бандери, наказом новообраного Головного командира полковника «Яра» (Віктора Сердульця), Андрій Стемпіцький був переведений у запас «Тризубу» та одноголосно обраний делегатами Великого Збору в Раду старшин Організації.
16 грудня 2017 року Андрій Стемпіцький відновив своє членство в політичній партії «Правий сектор», з якої вийшов 17 серпня 2015 року, маючи на той час розбіжності в поглядах на її діяльність.

## Родина
Одружений. Разом із дружиною Жанною виховує двох синів та доньку. Четверо старших синів живуть самостійно.
Мешкає в селі Задністрянське Галицького району Івано-Франківської області.